# SOR CN 13,5
SOR CN 13,5 je model českého příměstského třínápravového částečně nízkopodlažního autobusu, jehož prototyp byl vyroben společností SOR Libchavy v roce 2009. Konstrukce vozu byla odvozena od standardního modelu CN 12. 
Prototyp vozu byl postaven v souvislosti se záměrem výrobce účastnit se výběrového řízení maďarského dopravce Volánbusz, ze záměru však sešlo a sériová výroba vozidla nebyla realizována. Vůz absolvoval zkušební provoz v Teplicích v říjnu 2011 a následně od února 2012 ve Žďáru nad Sázavou u dopravce ZDAR, kde již také zůstal.

## Konstrukce
SOR CN 13,5 je dosud jediným nekloubovým třínápravovým vozem z produkce firmy SOR. Autobus je částečně nízkopodlažní, zvýšená podlaha začíná před druhou nápravou. Zadní náprava je hnací, motor a převodovka se nacházejí pod podlahou v zadní části vozu. Dvoudveřová karoserie vozu je svařena z ocelových profilů, zvenku je oplechovaná, zevnitř obložená plastovými deskami. Podlaha v nízkopodlažní části se nachází ve výšce 360 mm nad vozovkou.